# Teodor II (papież)
Teodor II (łac. Theodorus II, ur. w Rzymie, zm. w grudniu 897) – papież przez 20 dni, w grudniu 897.

## Życiorys
Z pochodzenia był Rzymianinem; został wybrany na Stolicę Piotrową w następstwie gwałtownych reakcji na upokorzenie Formozusa.
Przywrócił na stanowiska duchownych usuniętych przez papieża Stefana VI, uznając ważność decyzji oraz rehabilitując papieża Formozusa. Unieważnił synod trupi i pochował sprofanowane zwłoki dawnego papieża w bazylice św. Piotra.
Okoliczności śmierci Teodora II nie są znane. Pochowano go w bazylice św. Piotra.